# نقد (فلسفة)
النقد هو طريقة الدراسة  المنضبطة والمنهجية لخطاب مكتوب أو شفوي. على الرغم من أن النقد يُفهم عموما على أنه اكتشاف الأخطاء والحكم السلبي، يمكن أن ينطوي أيضًا على الاعتراف بالجدارة، وفي التقليد الفلسفي يعني أيضًا ممارسة منهجية للشك. تأثر الإحساس المعاصر بالنقد إلى حد كبير بنقد التنوير للتحيز والسلطة، التي دافعت عن التحرر والاستقلالية عن السلطات الدينية والسياسية.
إنّ مصطلح النقد يشتق، عن طريق اللغة الفرنسية، من اليونانية القديمة (κριτική (kritikē، التي تعني «كلية الحكم»، أي تمييز قيمة الأشخاص أو الأشياء. يُعرف النقد أيضًا بالمنطق الرئيسي، على عكس المنطق البسيط أو الديالكتيك.

## النقد في الفلسفة
الفلسفة هي تطبيق الفكر النقدي، وهي الممارسة المنظمة لمعالجة مشكلة نظرية / عملية. في السياقات الفلسفية، مثل القانون أو الأكاديميين، يتأثر النقد كثيرًا باستخدام إيمانويل كانت للمصطلح ليعني فحصًا عاكسًا لصحة وحدود القدرة البشرية أو مجموعة من المطالبات الفلسفية. وقد تم توسيع هذا في الفلسفة الحديثة ليعني تحقيقًا منهجيًا في ظروف وعواقب مفهوم أو نظرية أو نظام أو نهج / أو محاولة لفهم قيود وصلاحية ذلك. إن المنظور النقدي، بهذا المعنى، هو عكس المنظور العقائدي. كتب كانط:
نحن نتعامل مع مفهوم عقائدي... إذا اعتبرنا أنه وارد في إطار مفهوم آخر للموضوع الذي يشكل مبدأ العقل ويحدده بما يتوافق مع هذا. لكننا نتعامل معها بشكل نقدي فقط إذا نظرنا إليها فقط في إشارة إلى كلياتنا المعرفية وبالتالي للظروف الذاتية للتفكير، دون التعهد باتخاذ قرار بشأن موضوعه.
في وقت لاحق استخدم المفكرين مثل هيغل استخدام كلمة 'نقد' بطريقة أوسع من معنى كانط للكلمة، ليعني التحقيق المنهجي في حدود عقيدة أو مجموعة من المفاهيم. أدى هذا التوسع المرجعي، على سبيل المثال، إلى صياغة فكرة النقد الاجتماعي، كما نشأت بعد عمل كارل ماركس النظري الذي تم ترسيمه في مساهمه في نقد الاقتصاد السياسي (1859)، الذي كان نقدًا للنماذج الحالية للنظرية الاقتصادية والفكر في ذلك الوقت. يمكن بعد ذلك تطبيق المزيد من النقد بعد الحقيقة، باستخدام نقد شامل كأساس لحجة جديدة. إن فكرة النقد عنصر أساسي في النظرية القانونية والجمالية والأدبية ومثل هذه الممارسات، كما هو الحال في تحليل وتقييم كتابات مثل الأعمال التصويرية أو الموسيقية أو الأعمال النصية الموسعة.

## في اللغة
في الفرنسية أو الألمانية أو الإيطالية، لا يوجد تمييز بين "critique" و"criticism": فالكلمتان تترجمان على أنها نقد (Kritik)، مقالة نقدية، على التوالي. في اللغة الإنجليزية، وفقا للفيلسوف جياني فاتيمو، يستخدم النقد بشكل متكرر للدلالة على النقد الأدبي أو فنون النقد، أي تفسير وتقييم الأدب والفن؛ في حين أن النقد قد يشير إلى كتابة أكثر عمومية وعميقة كما كانط نقد العقل الخالص. هناك تمييز مقترح آخر هو أن النقد لا يتم تخصيصه أبدًا ولا حتى شخصنته، ولكنه بدلاً من ذلك هو تحليلات لبنية الفكر في محتوى العنصر الذي تم انتقاده. ثم يقدم هذا التحليل عن طريق طريقة النقد إما نقض أو اقتراح لمزيد من التوسع في المشاكل التي يقدمها موضوع تلك المناقشة المحددة المكتوبة أو الشفوية. حتى المؤلفون الذين يعتقدون أنه قد يكون هناك تمييز يشير إلى وجود بعض الغموض الذي لا يزال دون حل.

## النظرية النقدية
ألهم عمل ماركس «مدرسة فرانكفورت» للنظرية النقدية، والتي أصبحت أفضل مثال الآن في عمل يورجن هابرماس. وهذا بدوره ساعد في إلهام شكل الدراسات الثقافية للنقد الاجتماعي، الذي يعامل المنتجات الثقافية واستقبالها كدليل على العلل الاجتماعية الأوسع مثل العنصرية أو التمييز على أساسا الجنس. تم توسيع نطاق النقد الاجتماعي في عمل ميشيل فوكو وألاسدير ماكنتاير. بطرقهما المختلفة والمتناقضة جذريًا، يتجاوز ميشيل وألاسدير المعنى الكانتاني الأصلي لمصطلح النقد في الطعن في الحسابات الشرعية للقوة الاجتماعية. وقد أدى النقد كنظرية نقدية أيضًا إلى ظهور علم البيداغوجية الأنتقادية التربية النقدية، الذي يمثله باولو فريري، وبيل هوكس، وغيرها.